# Juan Martini
Juan Martini (Rosario en 1944-Buenos Aires, 27 de abril de 2019) fue columnista de varios periódicos y suplementos literarios, y el cofundador de la revista literaria Setecientosmonos. Publicó numerosos libros de cuentos y novelas.

## Trayectoria
En 1964 fundó la revista literaria Setecientosmonos, junto con Carlos Schork que incluía poemas, cuentos y críticas y a la que luego se sumaría Nicolás Rosa y que se consolidaría como una referencia entre las Revistas literarias de Argentina de la época hasta su último número, en 1968.
En 1975 se exilió en Barcelona, donde se destacó como editor de Editorial Bruguera y publicó El cerco y La vida entera.
En 1984, con la recuperación de la democracia en la Argentina regresó a Buenos Aires. Se desempeñó como director literario de editorial Alfaguara durante ocho años. Publicó en español en Argentina, España y Cuba. Sus novelas y relatos han sido traducidos al eslovaco, holandés, francés, y alemán.
Dirigía talleres de escritura narrativa.

## Premios
Recibió las siguientes distinciones: Mención Casa de las Américas (Cuba, 1977); Premio de Novela Ciudad de Barbastro (España, 1977). Beca de la Fundación Guggenheim (Estados Unidos, 1986); Primer Premio Municipal de Literatura (Buenos Aires, 1989); Premio Boris Vian (Buenos Aires, 1991).

### Poesía
- Derecho de propiedad (El lagrimal trifulca, Rosario 1973)

### Novelas
- El agua en los pulmones (Goyanarte, 1973 - Tantalia, Buenos Aires, 2008)
- Los asesinos las prefieren rubias (Ediciones de la Línea, 1974)
- El cerco (Bruguera, Barcelona, 1977)
- La vida entera (Bruguera, Barcelona, 1981 - Grupo Editorial Norma, Buenos Aires, 2005 )
- Composición de lugar (Bruguera, Buenos Aires, 1984 - Alción Editora, Córdoba, 2004)
- El fantasma imperfecto (Legasa, Buenos Aires, 1986 - Alción Editora, Córdoba, 2005)
- La construcción del héroe (Legasa, Buenos Aires, 1989)por Jorge Lafforgue
- El enigma de la realidad (Alfaguara, Buenos Aires, 1991)
- La máquina de escribir (Seix Barral, Buenos Aires, 1996)
- El autor intelectual (Grupo Editorial Norma, Buenos Aires, 2000)
- Puerto Apache (Editorial Sudamericana, Buenos Aires, 2002)
- Colonia (Grupo Editorial Norma, Buenos Aires, 2004)
- Cine I. 17 de Octubre (Eterna Cadencia Editora, Buenos Aires, 2009)
- Cine II. Europa, 1947 (Eterna Cadencia Editora, Buenos Aires, 2010)
- Cine III. La inmortalidad (Eterna Cadencia Editora, Buenos Aires, 2011)

### Relatos
- El último de los Onas (Serie menor/Letras, Galerna, Buenos Aires, 1969 )
- Pequeños cazadores (Capítulo, Centro editor de América Latina, Buenos Aires, 1972 )
- La Brigada Celeste (Narraciones de Hoy, Bruguera, Buenos Aires, 1983 )

- Barrio Chino (Norma, Buenos Aires, 1999)
- Rosario Express (Grupo Editorial Norma, Buenos Aires, 2007)[11]